# Bao la vùng trời II
Bao la vùng trời II (tiếng Trung: 衝上雲霄II) là một bộ phim truyền hình năm 2013 do TVB sản xuất dưới sự chỉ đạo của nhà sản xuất Lương Triều Vỹ. Đây là phần tiếp theo trực tiếp của bộ phim truyền hình Bao la vùng trời bom tấn năm 2003, Phim có sự tham gia của Ngô Trấn Vũ, Trương Trí Lâm, Hồ Hạnh Nhi, Trần Pháp Lai, Ngô Trác Hy, Mã Quốc Minh, Hồ Định Hân, Giang Mỹ Nghi và La Trọng Khiêm.

## Nội dung
Đường Diệc Sâm (Ngô Trấn Vũ) định cư ở Vương quốc Anh để trải qua một kỳ nghỉ dài sau cái chết của vợ mình. Sau khi gặp Hà Niên Hi (Trần Pháp Lai), một kẻ lang thang có bạn trai qua đời trong một tai nạn hàng không, anh kết thúc kỳ nghỉ sớm sau khi nhờ sự giúp đỡ vô tình của Hà Niên Hi mà cuối cùng cũng anh cũng làm được chiếc bánh từng làm cho người vợ quá cố của mình, Tô Di (Hồ Hạnh Nhi), anh trở lại Hồng Kông và gia nhập Skylette Airlines với tư cách là phi công để bay trở lại. Anh gặp Cơ trưởng Cố Hạ Dương (Trương Trí Lâm), và cả hai thể hiện hai tính cách khác biệt, trong khi Diệc Sâm là người khá dè dặt và Hạ Dương là người thích thu hút sự chú ý.
Tương ứng, cả hai vướng vào tình cảm với Hà Niên Hi, người đến Hồng Kông để đăng ký đào tạo phi công (PPP—Dự án tiền thí điểm). Hơn nữa, Diệc Sâm trở thành đội trưởng đào tạo để đánh giá Hạ Dương, dẫn đến sự cạnh tranh giữa hai người vì cả sự nghiệp và tình yêu.
Em gái của Hạ Dương, Cố Hạ Thần (Hồ Hạnh Nhi) là một kỹ thuật viên bảo trì máy bay, và cô ấy có ác cảm với anh trai mình do ám ảnh thời thơ ấu. Do Hạ Thần có ngoại hình giống chị dâu Tô Di, nên em trai của Diệc Sâm là Diệc Phong (Ngô Trác Hy) không thể làm ngơ và cố gắng giúp giải quyết tranh chấp giữa Hạ Thần và anh trai cô. Hạ Thần phải lòng Diệc Phong, nhưng Diệc Phong kiềm chế bản thân không tiến thêm một bước nào để tránh làm Diệc Sâm đau buồn.
Cuối cùng, sự hiểu lầm khiến Hạ Thần nghĩ rằng cô chỉ được đối xử như Tô Di (người vợ đã khuất của Sam) trong mắt Diệc Phong. Sĩ quan đầu tiên Cao Chí Hoằng (Mã Quốc Minh) có hai người bạn gái và không thể quyết định vì anh ta không muốn làm tổn thương bất cứ ai. Sau khi chia sẻ bí mật của mình với Phương Nhuế Gia (Giang Mỹ Nghi), Chí Hoằng và cô ấy trở thành bạn bè thân thiết, thậm chí cả hai còn có tình một đêm.
Chiêm Tử Lân (La Trọng Khiêm), người từng đại diện cho Hồng Kông trong môn bơi lội, dự định nghỉ hưu và đăng ký tham gia khóa huấn luyện bay sau khi nhận thấy khóa đào tạo phi công (PPP — Dự án tiền phi công) sau khi trở về từ Giải vô địch thế giới dưới nước FINA, nơi anh ấy bước vào mối quan hệ yêu đương với Lăng Trác Chi (Hồ Định Hân). Với những chiếc máy bay cất cánh và hạ cánh, những câu chuyện về nỗi buồn, sự chia tay, niềm vui và những cuộc gặp lại đã được hình thành.

## Sản xuất

### Phát triển ý tưởng
Vào tháng 5 năm 2011, giám chế Lương Triều Vỹ, phó giám đốc bộ phận phim truyền hình của TVB, thông báo kế hoạch phát triển phần tiếp theo của Bao la vùng trời với ý định khởi quay vào tháng 9 năm đó. Lương Triều Vỹ nói thêm rằng phần tiếp theo của phim sẽ được thực hiện vào đầu năm 2012, với hy vọng thúc đẩy các nghệ sĩ TVB trở thành ngôi sao điện ảnh.
Vào tháng 6 năm 2011, tại một cuộc họp báo của TVB, có thông tin cho rằng Miêu Kiều Vĩ, Lâm Phong, Trần Pháp Lai và Từ Hy Viên đang đàm phán để tham gia cùng với dàn diễn viên ban đầu Ngô Trác Hy, Hồ Hạnh Nhi, Huỳnh Tông Trạch, Mã Quốc Minh và Hồ Định Hân dự kiến sẽ trở lại. Tuyên Huyên, vào thời điểm đó, đã đăng ký tham gia loạt phim này để hợp tác với Ngô Trấn Vũ và Trương Trí Lâm; nhưng mọi chuyện không thành vì hợp đồng của cô với TVB đã hết hạn.
Vào tháng 7 năm 2011, Ngô Trác Hy, Hồ Hạnh Nhi, Mã Quốc Minh, Hồ Định Hân, Trần Pháp Lai và Từ Tử San đã được xác nhận sẽ quay phần tiếp theo. Sau thông báo, TVB đã lùi lịch quay từ tháng 9 năm 2011 sang tháng 12 năm 2011 do vấn đề đàm phán với nhà tài trợ hàng không trước đây của Bao la vùng trời II là Cathay Pacific, khiến một số diễn viên mới ký hợp đồng rút lui, bao gồm cả Miêu Kiều Vĩ.
Để phù hợp với lịch trình của Ngô Trác Hy và Mã Quốc Minh, những người đã được đặt lịch quay bộ phim truyền hình Danh gia vọng tộc từ tháng 11 năm 2011 đến tháng 3 năm 2012, TVB đã hoãn quay phim Bao la vùng trời II đến tháng 5 năm 2012. Vào tháng 9 năm 2011, đó là đưa tin rằng Hong Kong Airlines đã thay thế Cathay Pacific làm nhà tài trợ chính cho bộ phim.
Vào tháng 12 năm 2011, TVB đã phát sóng một đoạn giới thiệu quảng cáo bán hàng cho Bao la vùng trời II để thu hút nhiều nhà tài trợ hơn, trong đó có sự xuất hiện bất ngờ của dàn diễn viên ban đầu Ngô Trấn Vũ ở cuối đoạn giới thiệu. Trương Học Hữu, người thay thế vai của Miêu Kiều Vĩ trong trailer, được cho là đã được TVB thuê với giá 80.000 HKD mỗi tập, và sau đó đã xác nhận tham gia vào tháng 4 năm 2012. Lâm Phong và Huỳnh Tông Trạch cũng xuất hiện trong phim cảnh quay, nhưng cả hai đều rút lui do mâu thuẫn về lịch trình. Chu Lệ Thần sau đó đã được xác nhận tham gia dàn diễn viên.
Vào ngày 21 tháng 12 năm 2011, có thông tin cho rằng Ngô Trấn Vũ đang đàm phán để trở lại. Để phù hợp với lịch trình của Ngô Trấn Vũ, việc quay phim lại bị hoãn lại đến tháng 9 năm 2012, và sau đó được dời sang tháng 7 năm 2012.
Vào tháng 5 năm 2012, Từ Tử San tiết lộ trong một cuộc phỏng vấn được thực hiện tại Úc rằng cô đã bị loại khỏi dàn diễn viên để quay một bộ phim truyền hình Trung Quốc thay thế. Sau thông báo của cô ấy, Giang Mỹ Nghi và Phó Gia Lợi đã được chọn. Vào ngày 23 tháng 5 năm 2012, Next Magazine đưa tin rằng Trần Kiện Phong đang đàm phán để trả lại hợp đồng 25.000 đô la Hồng Kông cho mỗi tập. Thành Long bày tỏ sự quan tâm, nhưng cuối cùng phải từ chối lời đề nghị do vướng lịch trình.
Một cuộc họp báo được tổ chức vào ngày 18 tháng 7 năm 2012.
Phần 2 được công chiếu vào ngày 15 tháng 7 năm 2013.

## Diễn viên
- Ngô Trấn Vũ vai Đường Diệc Sâm
- Trương Trí Lâm vai Cố Hạ Dương
- Ngô Trác Hy vai Đường Diệc Phong
- Hồ Hạnh Nhi vai Tô Di/Cố Hạ Thần
- Mã Quốc Minh vai Cao Chí Hoằng
- Trần Pháp Lai vai Hà Niên Hi
- Hồ Định Hân vai Lăng Trác Chi
- Giang Mỹ Nghi vai Phương Nhuế Gia
- La Trọng Khiêm vai Chiêm Tử Lân
- Huỳnh Tử Hằng vai Chung Thế Bái
- Sầm Lệ Hương vai Mặc Văn Thúy

## Phim trường
Một số cảnh được quay tại hoặc gần các sân bay mà Skylette bay tới:
- Sân bay Quốc tế Hồng Kông
- Sanya Phoenix International Airport
- Kaohsiung International Airport

Các cảnh đào tạo phi công là từ Huấn luyện bay Eros tại Coventry Airport.

## Máy bay
Máy bay A330-200 của Hong Kong Airlines (thuê từ Hainan Airlines) B-LNJ xuất hiện trong một số cảnh quay cận cảnh.
Hầu hết các cảnh trong buồng lái đều được quay tại phim trường TVB và hầu hết các cảnh trong buồng lái đều được quay trên máy bay A330 hoặc máy mô phỏng A330.

## Giải thưởng và đề cử

### TVB Anniversary Awards 2013
| Hạng Mục                          | Đề Cử Cho           | Kết Quả   |
| --------------------------------- | ------------------- | --------- |
| Phim hay nhất                     | Bao la vùng trời II | Đoạt giải |
| Nam diễn viên chính xuất sắc nhất | Ngô Trấn Vũ         | Đề cử     |
| Nam diễn viên chính xuất sắc nhất | Trương Trí Lâm      | Đề cử     |
| Nữ diễn viên chính xuất sắc nhất  | Hồ Hạnh Nhi         | Đề cử     |
| Nữ diễn viên chính xuất sắc nhất  | Trần Pháp Lai       | Đề cử     |
| Nam diễn viên phụ xuất sắc nhất   | Ngô Trác Hy         | Đề cử     |
| Nam diễn viên phụ xuất sắc nhất   | Mã Quốc Minh        | Đề cử     |
| Nữ diễn viên phụ xuất sắc nhất    | Giang Mỹ Nghi       | Đoạt giải |
| Nữ diễn viên phụ xuất sắc nhất    | Hồ Định Hân         | Đề cử     |
| Nam nhân vật được yêu thích nhất  | Trương Trí Lâm      | Đoạt giải |
| Nam nhân vật được yêu thích nhất  | Ngô Trấn Vũ         | Đề cử     |
| Nam nhân vật được yêu thích nhất  | Ngô Trác Hy         | Đề cử     |
| Nữ nhân vật được yêu thích nhất   | Hồ Hạnh Nhi         | Đề cử     |
| Nữ nhân vật được yêu thích nhất   | Trần Pháp Lai       | Đề cử     |
| Nữ nhân vật được yêu thích nhất   | Hồ Định Hân         | Đề cử     |
| Nam diễn viên tiến bộ nhất        | La Trọng Khiêm      | Đề cử     |
| Nữ diễn viên tiến bộ nhất         | Sầm Lệ Hương        | Đoạt giải |
| Nữ diễn viên tiến bộ nhất         | Chu Tuyền           | Đề cử     |

### StarHub TVB Awards 2013
| Hạng Mục                                               | Đề Cử Cho           | Kết Quả   |
| ------------------------------------------------------ | ------------------- | --------- |
| Phim truyền hình được yêu thích nhất                   | Bao la vùng trời II | Đoạt giải |
| Nữ nhân vật truyền hình được yêu thích                 | Hồ Hạnh Nhi         | Đoạt giải |
| Nam nhân vật truyền hình được yêu thích                | Trương Trí Lâm      | Đoạt giải |
| Phim truyền hình TVB được yêu thích nhất tại Singapore | Bao la vùng trời II | Đoạt giải |

### TVB Star Malaysia Awards 2013
| Hạng Mục                                     | Đề Cử Cho                       | Kết Quả   |
| -------------------------------------------- | ------------------------------- | --------- |
| Phim truyền hình được yêu thích nhất         | Bao la vùng trời II             | Đoạt giải |
| Nhạc phim truyền hình được yêu thích nhất    | "Triumph In the Skies"          | Đoạt giải |
| Nam diễn viên chính được yêu thích nhất      | Trương Trí Lâm                  | Đoạt giải |
| Nam diễn viên chính được yêu thích nhất      | Mã Quốc Minh                    | Đề cử     |
| Nam diễn viên chính được yêu thích nhất      | Ngô Trác Hy                     | Đề cử     |
| Nữ diễn viên chính được yêu thích nhất       | Hồ Hạnh Nhi                     | Đề cử     |
| Nữ diễn viên chính được yêu thích nhất       | Trần Pháp Lai                   | Đề cử     |
| Nam diễn viên phụ được yêu thích nhất        | La Trọng Khiêm                  | Đoạt giải |
| Nam diễn viên phụ được yêu thích nhất        | Patrick Dunn                    | Đề cử     |
| Nữ diễn viên phụ được yêu thích nhất         | Hồ Định Hân                     | Đoạt giải |
| Nữ diễn viên phụ được yêu thích nhất         | Giang Mỹ Nghi                   | Đề cử     |
| Nam diễn viên triển vọng được yêu thích nhất | William Chak                    | Đề cử     |
| Nữ diễn viên triển vọng được yêu thích nhất  | Sầm Lệ Hương                    | Đoạt giải |
| Nữ diễn viên triển vọng được yêu thích nhất  | Chu Lệ Thần                     | Đề cử     |
| Cặp đôi màn ảnh được yêu thích nhất          | Ngô Trấn Vũ và Trần Pháp Lai    | Đề cử     |
| Cặp đôi màn ảnh được yêu thích nhất          | Trương Trí Lâm và Trần Pháp Lai | Đề cử     |
| Cặp đôi màn ảnh được yêu thích nhất          | Ngô Trác Hy và Hồ Hạnh Nhi      | Đề cử     |
| Cặp đôi màn ảnh được yêu thích nhất          | La Trọng Khiêm và Hồ Định Hân   | Đề cử     |
| Nhân vật truyền hình được yêu thích          | Trương Trí Lâm                  | Đoạt giải |
| Nhân vật truyền hình được yêu thích          | Hồ Hạnh Nhi                     | Đoạt giải |
| Nhân vật truyền hình được yêu thích          | Trần Pháp Lai                   | Đoạt giải |
| Nhân vật truyền hình được yêu thích          | Ngô Trác Hy                     | Đoạt giải |
| Nhân vật truyền hình được yêu thích          | Hồ Định Hân                     | Đoạt giải |
| Nhân vật truyền hình được yêu thích          | Ngô Trấn Vũ                     | Đoạt giải |

## Tỷ suất người xem
| Tuần | Tập    | Ngày                                  | Rating | Cao nhất |
| ---- | ------ | ------------------------------------- | ------ | -------- |
| 1    | 01－05 | 15 tháng 7 đến 19 tháng 7 năm 2013    | 31     | 35       |
| 2    | 06－10 | 22 tháng 7 đến 26 tháng 7 năm 2013    | 30     | 34       |
| 3    | 11－15 | 29 tháng 7 đến 2 tháng 8 năm 2013     | 30     | 32       |
| 4    | 16－20 | 5 tháng 8 đến ngày 9 tháng 8 năm 2013 | 29     |          |
| 5    | 21－25 | 12 tháng 8 đến 16 tháng 8 năm 2013    | 31     | 32       |
| 6    | 26－30 | 19 tháng 8 đến 23 tháng 8 năm 2013    | 30     | 31       |
| 7    | 31－35 | 26 tháng 8 đến 30 tháng 8 năm 2013    | 31     | 33       |
| 8    | 36－41 | 2 tháng 9 đến 6 tháng 9 năm 2013      | 31     | 33       |
| 8    | 42－43 | 8 tháng chín 2013                     | 38     | 41       |